# بوبي شاين
بوبي شاين (بالإنجليزية: Bobby Shane)‏ هو مصارع محترف أمريكي، ولد في 25 أغسطس 1945 في سانت لويس في الولايات المتحدة، وتوفي في 20 فبراير 1975 في تامبا في الولايات المتحدة بسبب غرق.

## روابط خارجية
- بوبي شاين على موقع CageMatch worker (الإنجليزية)